# (8604) Vanier
(8604) Vanier – planetoida z pasa głównego okrążająca Słońce w ciągu 3 lat i 117 dni w średniej odległości 2,23 au. Została odkryta 12 sierpnia 1929 roku w Obserwatorium Licka na Mount Hamilton przez Charlesa J. Kriegera. Nazwa planetoidy pochodzi od Jeana Vaniera (ur. 1928), organizatora wspólnot L’Arche. Przed nadaniem nazwy planetoida nosiła oznaczenie tymczasowe (8604) 1929 PK.